# Коппербелт
Коппербелт (англ. Copperbelt Province) — одна з 10 провінцій Замбії. Адміністративний центр — місто Ндола.

## Географія
Площа провінції становить 31 328 км². Межує з ДРК (на півночі і північному сході), а також з Центральною провінцією Замбії (на півдні) і Північно-Західною провінцією (на заході). Головні міста провінції: Кітве, Ндола, Муфуліра, Луаншья і Чингола.

## Населення
За даними на 2010 рік населення провінції складає 1958623 людини.

## Адміністративний поділ

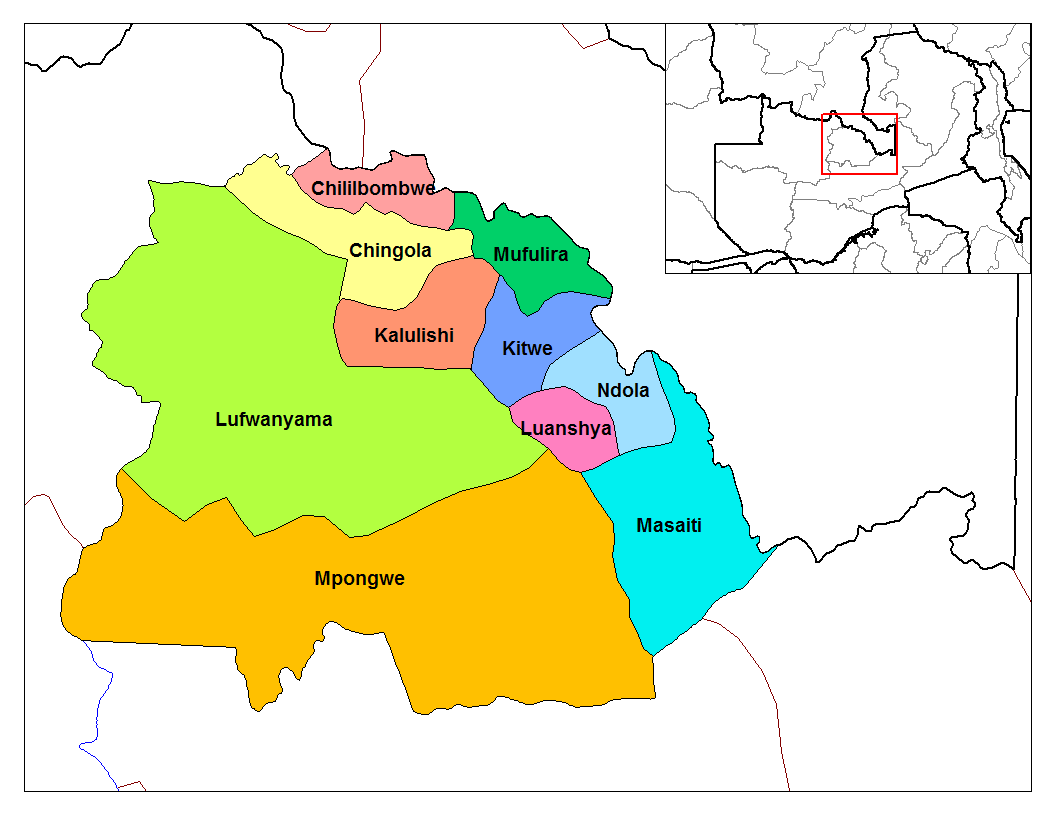
Карта районів провінції

В адміністративному відношенні ділиться на 10 районів:
- Калулуші
- Кітве
- Луаншья
- Луфан'яма
- Масаїті
- Мпонгве
- Муфуліра
- Ндола
- Чилілабомбве
- Чингола

## Економіка
Становила основу економіки Північній Родезії за часів британського колоніального правління і була надією відразу після здобуття незалежності, проте її економічна значимість серйозно постраждала через падіння світових цін на мідь в 1973 році і націоналізації мідних рудників урядом Кенет Каунди. Коппербелт примикає до провінції Катанга Демократичної Республіки Конго, яка також багата корисними копалинами. Займає багатий корисними копалинами Мідний пояс і сільськогосподарські області на півдні.
Є автомобільне і залізничне сполучення з конголезьким Лубумбаші.